# St. Kunigund (Schnaittach)

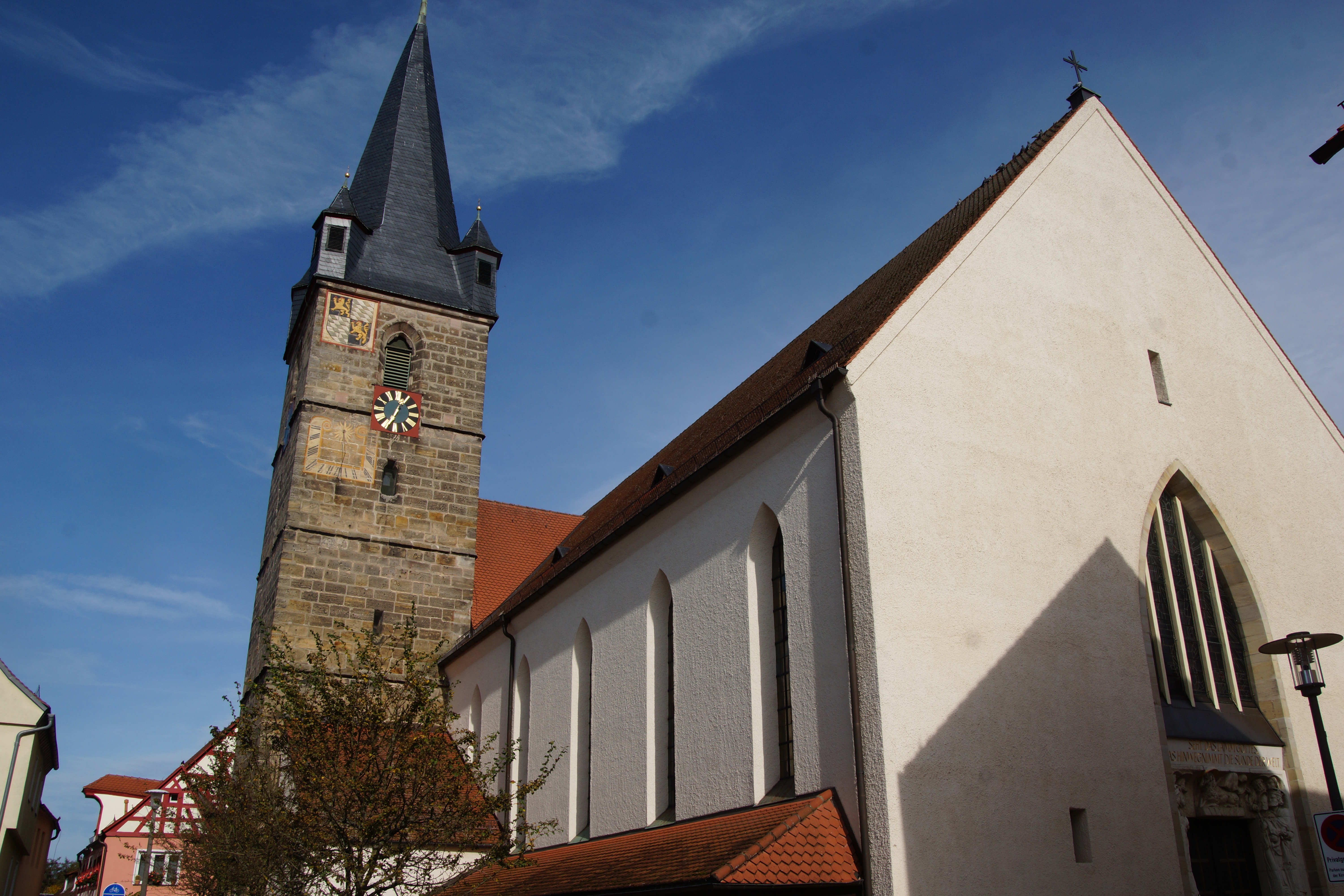
St. Kunigund (Schnaittach)

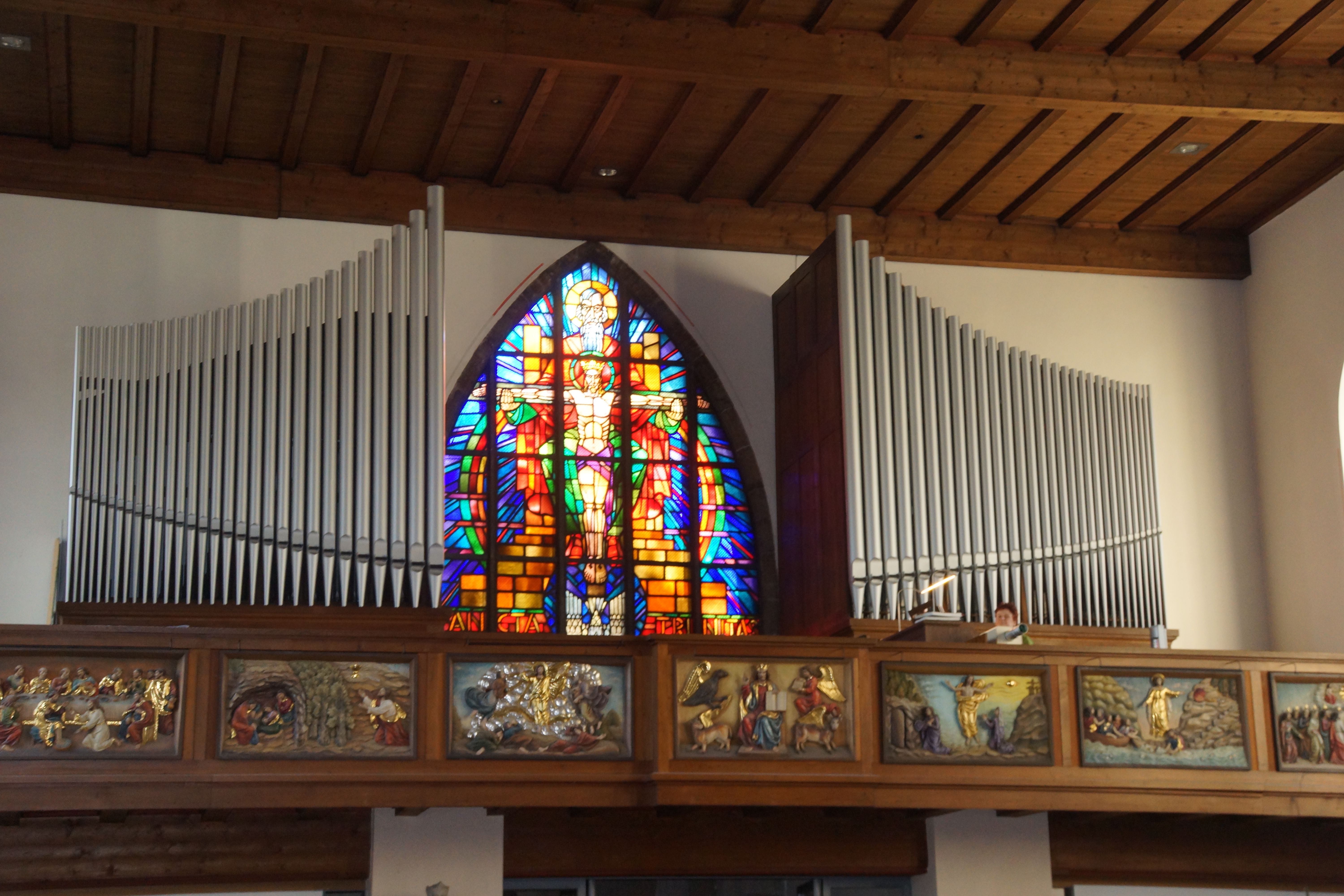
Steinmeyer-Orgel

Die römisch-katholische, denkmalgeschützte Pfarrkirche St. Kunigund steht in Schnaittach, eines Marktes im Landkreis Nürnberger Land (Mittelfranken, Bayern). Die Kirche ist unter der Denkmalnummer D-5-74-155-34 als Baudenkmal in der Bayerischen Denkmalliste eingetragen. Die Pfarrei gehört zum Seelsorgebereich Pegnitztal im Dekanat Nürnberg des Erzbistums Bamberg.

## Beschreibung
Die unteren Geschosse des quadratischen Kirchturms im Westen und der alte mit Strebepfeilern gestützte Chor mit 5/8-Schluss im Osten, der im innen mit einem Kreuzrippengewölbe überspannt ist, stammen aus dem späten 14. Jahrhundert. Im späten 15. Jahrhundert wurde der Kirchturm auf fünf Geschosse aufgestockt, und später mit einem schiefergedeckten, achtseitigen spitzen Helm mit Scharwachttürmchen an den Ecken bedeckt. Das alte Langhaus wurde 1932/33 durch ein neues in Querrichtung mit einem neuen eingezogenen, gerade schließenden Chor im Norden ersetzt. Der Hochaltar ist neobarock und stammt von 1933. Der 1746 von Johann Michael Doser gebaute Seitenaltar mit dem Altarretabel von Otto Gebhard stand schon in der alten Kirche. Von Doser stammen auch die Kanzel und die Kreuzwegstationen. Die Orgel mit 25 Registern auf zwei Manualen und Pedal wurde 1935 von G. F. Steinmeyer & Co. gebaut. Eine Restaurierung erfolgte 2020 durch Orgelbau Vleugels.